# ادبیات گینه
ادبیات شفاهی و روایتی آفریقا در بسیاری از کشورها اساس و پایه فرهنگ آنها را تشکیل می‌دهد و نقالان و قصه‌گوها بواسطه داشتن اطلاعات عمومی میان مردم آفریقائی ارزش و احترام دارند و در زبان گینه به این دسته از قصه‌گوها گریو «Griot) یعنی جادوگر گویند اما نه آن جادوگر که متبادر به ذهن بلکه در اینجا به معنی کسی که بر مردم عادی و معولی از لحاظ دانستن ادبیات شفاهی و معلومات پراکنده برتری دارد.
تمسیرنیان Tamsir Niane یکی از ادیبان برجست گینه به‌شمار می‌رود وی علاوه بر قصه‌گوئی و اطلاع از تاریخ، به تألیف تاریخی دربارهٔ ملت‌های غرب آفریقائی پرداخته و حماسه‌ای به نام سونجاتا (یا سوندیاتا) نیز تنظیم کرده‌است؛ که از لحاظ ادبی و نگارش و نقل روایات اثر مهم به‌شمار می‌رود.
حماسه سونجاتا با اینکه از روایات مردم مالی گرفته شده با اینحال چون تمسیرنیان به خوبی از عهده نگارش و دمیدن روح ادبی به آن برآمده بسیار مقبول نظر مردم گینه قرار گرفته‌است.
در سونجاتا که از سده دوازدهم میلادی است قهرمان داستان موجودی روشن بین، شجاع دارای قدرت جسمی و مؤید و متکی به معجزات و خرافات، در این داستان خدایان، جانوران و برخی از عوامل طبیعی دست اندرکار کمک به قهرمان حکایت هستند.
برای مکتب و ساختن ادبیات شفاهی گینه عده‌ای به تلاش و کوشش برخاستند از جمله می‌توان کئیتافوده با Keita Fodeba را ذکر کرد.
اولین کار پرارزش فوده با تنظیم باله‌های آفریقائی بود، این باله‌ها مورد استقبال سایر کشورها قرار گرفت و از آن پس به ترانه‌ها و موسیقی و رقص مردم گینه علاقه‌مندی مردم سایر کشورها آغاز گشت.
فوده با دیوانی مشتمل بر اشعار و حماسه‌های قومی و ملی خویش ترتیب داد که در آن از شعر، موسیقی سود جسته‌است. در دیوان اشعار این شاعر که در سال ۱۹۴۸ منتشر گردید آمیخته‌ای از شعر و نثر موسیقی و آواز، تک گوئی وهمسرائی است.

## رمان‌نویسی در گینه
کاماراله Camar Laye از رمان نویسان برجسته گینه بلکه همه آفریقاست زیرا رمان کودک سیاه وی یک اثر عالی است. نویسنده آن یکنفر مهندس گینه‌ای است که در سال ۱۹۲۸ به دنیا آمده‌است.
کاماراله از سبکی ساده و روان و واقع‌نگاری استفاده کرده و در خلق رمان کودک سیاه و رمان درامون از سبک واقع‌نگاری Dramoun سود بسیار جسته‌است. رمان درامون در حقیقت دنباله رمان کودک سیاه و شرح دوران تحصیل و دانشجوئی وی در اروپاست.